# Tod Frye
Tod R. Frye (1955) è un programmatore e autore di videogiochi statunitense che ha lavorato anche per Atari, Inc.
È ricordato soprattutto per aver sviluppato la versione del gioco Pac-Man per la console Atari 2600.

## Biografia
Frye ha iniziato a programmare sui computer nel 1971 usando il linguaggio Fortran, entrando nel settore dei videogiochi nel 1979 quando è stato assunto da Atari, dove ha creato e realizzato la serie Swordquest e lo sfortunato porting di Pac-Man per Atari 2600.
Dopo la sua partenza da Atari, ha prodotto giochi per le console Sega Saturn, Sony Playstation, Nintendo64 e Sony Playstation 2. Frye ha lavorato anche per Axlon (una delle molte società create dal fondatore di Atari, Inc., Nolan Bushnell) nonché come programmatore presso la The 3DO Company dal 1998 al 2003, dove ha ritrovato alcuni ex-impiegati di Atari quali Rob Zydbel, Bob Smith e Howard Scott Warshaw. Presso 3DO Frye ha lasciato lentamente il ruolo di sviluppatore per assumere dal 2001 quello di ingegnere del reparto tecnologico: in tale veste ha seguito lo sviluppo di quasi tutti i prodotti realizzati da 3DO.
Dopo il fallimento di 3DO (2003) Frye ha partecipato con contributi tecnici alla creazione delle raccolte di giochi Midway Arcade Treasures edite da Midway Games.
Ha lavorato anche presso Pronto Games, una società dedita allo sviluppo di giochi per la console Wii.

## La vicenda di Pac-Man
La versione per Atari 2600 di Pac-Man è stata un fiasco commerciale per Atari, che deteneva i diritti per la versione home dell'originale videogioco arcade prodotto da Namco. Ne furono vendute 7 milioni di cartucce del gioco, risultando il titolo più venduto di sempre per la console, ma, nonostante questo risultato, Atari si ritrovò con ben 5 milioni di copie invendute, principalmente perché il gioco, a causa delle differenze tecniche fra l'hardware dell'arcade e quello della console, ricordava solo lontanamente il vero Pac-Man. Le elevate vendite non compensarono i costi causati dalla campagna pubblicitaria e le perdite date dagli invenduti rimasti in magazzino: i profitti, pertanto, non coprirono gli investimenti, rendendo Pac-Man uno dei giochi che portarono Atari in rosso e che scatenarono la crisi del settore dei videogiochi del 1983. Per disfarsi delle cartucce invendute Atari le seppellì in una discarica di Alamogordo (Nuovo Messico).

### Un caso senza precedenti
Atari decise di rilasciare un prototipo di Pac-Man molto in anticipo sulla data di pubblicazione prevista perché voleva provare la risposta del pubblico nei confronti del gioco durante le imminenti festività natalizie: per questo motivo il reparto commerciale di Atari fece pressioni su Frye affinché terminasse il gioco in un tempo molto ristretto mentre il reparto tecnico chiese a Frye di disegnare Pac-Man in modo che potesse risiedere su un singolo chip di ROM da 4 KB, nonostante egli avesse ripetutamente richiesto la possibilità di usare quelli da 8 kB.
Limitato nel tempo e nella quantità di memoria a disposizione, Frye propose l'impensabile. Egli incontrò l'allora presidente ed amministratore di Atari, Ray Kassar, chiedendogli una royalty sulle vendite del gioco, minacciando di lasciare Atari per andare a lavorare presso Activision e di lasciare Pac-Man incompiuto ed Atari senza il suo titolo di test.
Kassar cedette alle richieste di Frye con un accordo che non aveva precedenti, non avendo altre possibilità. Se il gioco fosse stato completato nei tempi richiesti, Kassar avrebbe pagato a Frye una royalty di 10 centesimi di dollari per ogni cartuccia venduta. Atari realizzò circa 12 milioni di cartucce di Pac-Man e vendendone circa 7 milioni, rendendo Frye molto ricco.

### Il malcontento dei colleghi
Un impiegato di Atari scrisse "Why Frye?", Perché Frye?, sulla macchina di prova di Pac-Man contenuta nella sala arcade interna ad Atari. Per tutta risposta, Frye tracciò una linea orizzontale sopra la parola "Why", ad indicare "Why not Frye?", Perché non Frye? in notazione logica.

### Altri giochi Atari
Frye ha legato il suo nome anche ad altri giochi Atari. Ha programmato una versione di Breakout per un gioco elettronico portatile a cristalli liquidi. Ha realizzato i giochi Fireworld, Waterworld e Airworld (incompleto) della serie Swordquest per Atari 2600. Ha programmato anche i prototipi di alcuni giochi mai pubblicati, quali la conversione di Xevious, Save Mary e Shooting Arcade (tutti per Atari 2600) e Asteroids (per l'Atari 5200).